# Ciclo geográfico

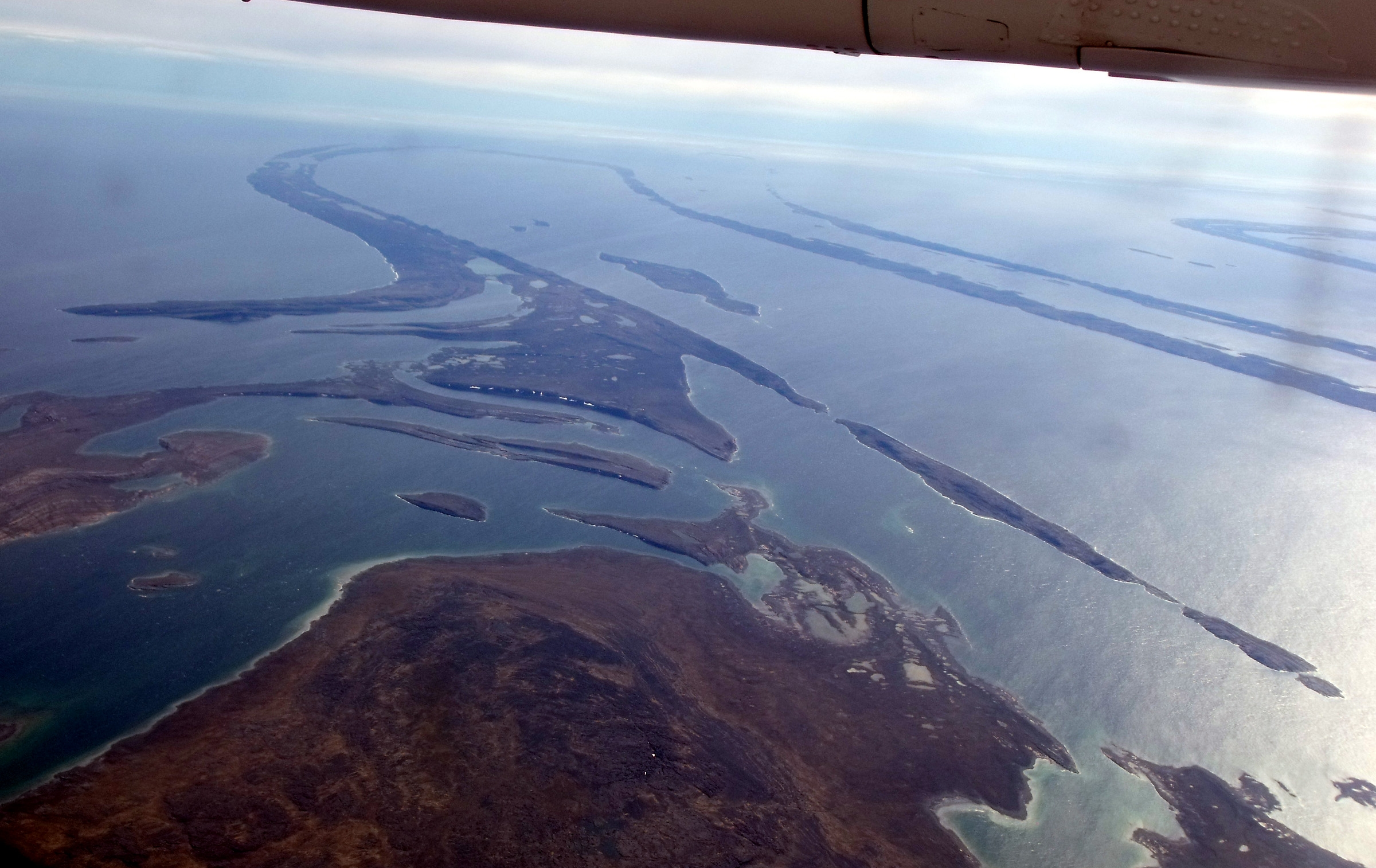
Vista aérea de una superficie de aplanamiento/penillanura en las Islas Belcher cerca de Sanikiluaq, Bahía de Hudson, Canadá.

Se conoce como ciclo geográfico, ciclo de erosión o ciclo de Davis al conjunto de los cambios sufridos por el relieve de una región desde que se eleva sobre el nivel del mar hasta que su relieve queda reducido al nivel del mar por la acción de los agentes del modelado terrestre.

## Historia
La historia del ciclo geográfico se remonta a finales del siglo XIX cuando el geógrafo estadounidense William Morris Davis formuló una teoría con la que quiso explicar la evolución del relieve terrestre, teoría esta que llamó de «ciclo geográfico». El ciclo geográfico, proponía que el relieve terrestre era el resultado de «un proceso erosivo de carácter progresivo y secuencial»,con el ciclo geográfico pretendía interpretar los accidentes geográficos a partir de 3 variables: estructura, proceso y tiempo. Con el ciclo geográfico pretendía además reemplazar las antiguas teorías catastrofistas de siglos anteriores en donde se explicaba la creación de las geoformas era producto de eventos repentinos y violentos.
En 1913, Davis escribió que la geología «es principalmente una ciencia explicativa en la que el gran cuerpo de sus proposiciones rebasa ampliamente el campo de los hechos observables en el terreno, que pueda ser alcanzado sólo por medio, de un proceso mental especulativo»; proponía, por ello, que en la preparación de los geólogos se diera una más sistemática y completa instrucción «en la parte no observacional de la geología».

## Fases
Davis clasificó las secuencias formadoras de geoformas en cinco fases o estadios que son:
- Peneplanización: Cuando el relieve está en equilibrio entre la erosión y sedimentación, y las redes fluviales tienen un equilibrio con el nivel de base de la zona. En este punto la erosión y el transporte de materiales es mínimo
- Elevación tectónica: Ocurre cuando se eleva el terreno, de modo que se afectan los equilibrios anteriormente mencionados de modo que las redes fluviales quedan por encima del nivel de base.
- Juventud: Los ríos se encajan para estar en equilibrio con el nivel de base, este proceso conlleva erosión, de modo que en las partes altas quedan restos de las llanuras iniciales.
- Madurez:. Apenas quedan restos de las llanuras iniciales, en este punto, la erosión ocasiona que los valles se ensanchen y que los ríos estén muy desarrollados y en equilibrio.
- Senectud: A medida que los ríos transportan sedimentos, las pendientes de los valles se suavizan y disminuyen, de modo que al final quedará la penillanura con la que iniciará el ciclo de nuevo.

## Incongruencias
El ciclo geográfico nunca se produce con precisión, pues ninguna región se mantiene estable por un período lo suficientemente largo para que su relieve quede totalmente destruido. Muchas veces el ascenso o el descenso de la litosfera, producido por fuerzas geológicas como el diastrofismo o la orogénesis, interrumpen el ciclo geográfico.
El ciclo geográfico se puede ver acelerado, desacelerado e incluso aparentemente interrumpido por los cambios climáticos que pueda sufrir una región, hecho que la paleoclimatología ya ha comprobado su existencia en épocas pasadas. Es el caso de las glaciaciones del Pleistoceno, por ejemplo, que modificaron la intensidad de la erosión al cambiar la acción del agua por la del hielo, con lo que el perfil transversal de los valles pasó de tener la forma de la letra V a la de la U, y por el descenso generalizado  del nivel de base al bajar el nivel del mar.
Las características del ciclo geográfico en las distintas regiones varían de acuerdo con el tipo de clima que posea actualmente. En las regiones de clima húmedo el ciclo geográfico avanza con mayor intensidad que en las regiones de clima seco.
El ciclo geográfico se presenta con mayor precisión en las regiones húmedas, donde predomina la acción erosiva de los ríos.